# ガラスの鼓動
『ガラスの鼓動』（ガラスのこどう）は、斉藤由貴通算2枚目のスタジオ・アルバム。1986年3月21日発売。発売元はキャニオン・レコード（現：ポニーキャニオン）。規格品番は、LP：C28A0479、CT：28P6515、CD：D32A0168。

## 背景

### 1986年盤
前オリジナル作品『AXIA』より約10か月ぶりの作品。その間に企画アルバム『The Special Series 斉藤由貴』が発売されたが、本アルバム収録曲でもある「初戀」とそのB面「海の絵葉書」、「情熱」は『The Special Series 斉藤由貴』にも収録されている。
LP帯のコピー：そっと、胸に手をあてて聴いてごらん？
収録曲のうち、「千の風音」はイントロダクション的なインストゥルメンタルであるが、歌詞カードにNHK朝の連続テレビ小説『はね駒』（1986年4月〜1986年10月放送）の撮影控え室で書き上げたという詩が添えられている。「ガラスの鼓動」というタイトルの曲は収録されていないが、「月野原」の歌詞中にこのフレーズが登場する。なお「月野原」は斉藤の作詞による楽曲で、本アルバム以降、自身作詞の楽曲が少しずつ収録されていくこととなる。
女性シンガーソングライターの谷山浩子から初めて楽曲提供を受けた「土曜日のタマネギ」が、12インチ・シングルとしてのちにリアレンジでシングルカットされた。本アルバム以降、谷山は斉藤由貴の音楽活動において重要作家のひとりとなった。当時は斉藤由貴と同じくキャニオン・レコードに所属していたが、谷山浩子はヤマハミュージックコミュニケーションズへ移籍している。
2003年9月18日発売のCD-BOX『斉藤由貴 CD-BOX 1』にリマスタリング音源で収められた。同ボックス・セットは限定生産のため、現在は入手困難となっている。2009年には歌手デビュー25周年企画の一環として、特別なCDプレーヤーを購入することなく高音質再生が可能であるとされるHiQualityCD（HQCD）仕様で発売された。歌詞ブックレット巻末には制作プロデューサーである長岡和弘のコメントが添えられた。

### 2008年盤
2008年7月に、ポニーキャニオンの復刻シリーズ "Myこれ!チョイス" の一環として、本作が復刻された。正式名称は「Myこれ!チョイス 01 ガラスの鼓動 + シングルコレクション」。藤井淳による解説付き。元の収録曲全10曲に加え、オリジナル盤に未収録のシングルA面8曲がボーナス・トラックとして収録された。歌詞カードはブック型ではなく縦長折りたたみ形式で、スタッフ・クレジットは省略されている。

## 収録曲

### LP／CT
| 全編曲: 武部聡志（特記以外）。 |                                        |           |            |       |
| #                              | タイトル                               | 作詞      | 作曲       | 時間  |
| 1.                             | 「千の風音」                           | 斉藤由貴  | 武部聡志   | 4:34  |
| 2.                             | 「月野原」(編曲：武部聡志・崎谷健次郎) | 斉藤由貴  | 崎谷健次郎 | 3:20  |
| 3.                             | 「土曜日のタマネギ」                   | 谷山浩子  | 亀井登志夫 | 3:44  |
| 4.                             | 「初戀」                               | 松本隆    | 筒美京平   | 3:38  |
| 5.                             | 「情熱」                               | 松本隆    | 筒美京平   | 4:58  |
| 合計時間:                      | 合計時間:                              | 合計時間: | 合計時間:  | 20:14 |

| 全編曲: 武部聡志（特記以外）。 |                                  |           |            |       |
| #                              | タイトル                         | 作詞      | 作曲       | 時間  |
| 1.                             | 「コスモス通信」                 | 松本隆    | 来生たかお | 4:58  |
| 2.                             | 「パジャマのシンデレラ」         | 田口俊    | 亀井登志夫 | 4:32  |
| 3.                             | 「お引越し・忘れもの」           | 斉藤由貴  | 亀井登志夫 | 4:44  |
| 4.                             | 「海の絵葉書」                   | 松本隆    | 筒美京平   | 4:18  |
| 5.                             | 「今だけの真実」(編曲：谷山浩子) | 谷山浩子  | 谷山浩子   | 3:51  |
| 合計時間:                      | 合計時間:                        | 合計時間: | 合計時間:  | 22:23 |

### CD
| 全編曲: 武部聡志（特記以外）。 |                                        |           |            |       |
| #                              | タイトル                               | 作詞      | 作曲       | 時間  |
| 1.                             | 「千の風音」                           | 斉藤由貴  | 武部聡志   | 4:34  |
| 2.                             | 「月野原」(編曲：武部聡志・崎谷健次郎) | 斉藤由貴  | 崎谷健次郎 | 3:20  |
| 3.                             | 「土曜日のタマネギ」                   | 谷山浩子  | 亀井登志夫 | 3:44  |
| 4.                             | 「初戀」                               | 松本隆    | 筒美京平   | 3:38  |
| 5.                             | 「情熱」                               | 松本隆    | 筒美京平   | 4:58  |
| 6.                             | 「コスモス通信」                       | 松本隆    | 来生たかお | 4:58  |
| 7.                             | 「パジャマのシンデレラ」               | 田口俊    | 亀井登志夫 | 4:32  |
| 8.                             | 「お引越し・忘れもの」                 | 斉藤由貴  | 亀井登志夫 | 4:44  |
| 9.                             | 「海の絵葉書」                         | 松本隆    | 筒美京平   | 4:18  |
| 10.                            | 「今だけの真実」(編曲：谷山浩子)       | 谷山浩子  | 谷山浩子   | 3:51  |
| 合計時間:                      | 合計時間:                              | 合計時間: | 合計時間:  | 42:37 |

| 全編曲: 武部聡志（特記以外）。 |                                |          |            |      |
| #                              | タイトル                       | 作詞     | 作曲       | 時間 |
| 11.                            | 「卒業」                       | 松本隆   | 筒美京平   | 4:43 |
| 12.                            | 「白い炎」                     | 森雪之丞 | 玉置浩二   | 4:15 |
| 13.                            | 「悲しみよこんにちは」         | 森雪之丞 | 玉置浩二   | 3:57 |
| 14.                            | 「青空のかけら」               | 松本隆   | 亀井登志夫 | 3:54 |
| 15.                            | 「MAY」                        | 谷山浩子 | MAYUMI     | 4:50 |
| 16.                            | 「砂の城」                     | 森雪之丞 | 岡本朗     | 4:00 |
| 17.                            | 「「さよなら」」               | 斉藤由貴 | 原由子     | 4:38 |
| 18.                            | 「夢の中へ」(編曲：崎谷健次郎) | 井上陽水 | 井上陽水   | 3:32 |

| #   | タイトル           | 作詞   | 作曲     | 編曲     | 時間 |
| --- | ------------------ | ------ | -------- | -------- | ---- |
| 11. | 「ささやきの妖精」 | 松本隆 | 筒美京平 | 武部聡志 | 4:00 |

### 曲解説
1. 千の風音
  - 歌唱は無く、演奏のみの曲。
2. 月野原
  - 斉藤自身が作詞を手掛けた曲。
3. 土曜日のタマネギ
  - 同年5月に、12インチ・シングル表題曲としてバージョンを変更しシングルカットされた。
4. 初戀
  - 3枚目のシングル表題曲。
5. 情熱
  - 4枚目のシングル表題曲。
6. コスモス通信
7. パジャマのシンデレラ
8. お引越し・忘れもの
  - 同時発売のシングル「悲しみよこんにちは」のB面曲としてリカットされた。
9. 海の絵葉書
  - シングル「初戀」のB面曲。
10. 今だけの真実
  - 後に同タイトルのエッセイ本が発売された。

## 関連作品
#CD・CD（2009年盤）のトラック・ナンバー参照
- The Special Series 斉藤由貴 - M-4・5・9
- YUKI'S BRAND - M-1・2・8・10
- Yuki's MUSEUM - M-3・4・5
- MYこれ!クション 斉藤由貴BEST - M-3 （12inch Version）・4・5
- 斉藤由貴 SINGLESコンプリート - M-3 （12inch Version）・4・5・9
- 斉藤由貴 ヴィンテージ・ベスト - M-3（Retake）
- re-package 3in1 - M-5（12inch Version）
- POETIC Live 1986 - M-2（Live）・4（Live）・5（Live）・6（Live）・7（Live）・8（Live）・9（Live）・10（Live）

## 発売履歴
- 1986年03月21日 - LP、規格品番：C28A0479
- 1986年03月21日 - CD、規格品番：D32A0168
- 1986年03月21日 - CT、規格品番：28P6515
- 1989年03月21日 - GOLD CD、規格品番：D35A0477
- 2003年09月18日 - CD-BOX、規格品番：PCCA-1924
- 2008年07月16日 - CD、規格品番：PCCS-00001
- 2009年03月25日 - HQCD（紙ジャケット仕様）、規格品番：PCCA-50133